# Moral 63
Moral 63 (titlul original: în germană Moral 63) este un film german realizat în anul 1963 în regia lui Rolf Thiele.

## Acțiune
Tânăra Marion Hafner proprietara unui bordel este arestată în timpul carnavalului din Köln. Motivul arestării ei fiind reclamația  unui client al bordelului, pentru proxenetism, comportament obscen și provocare de indignare publică. Reporterul Axel Rottmann, sesizând un subiect de scandal încheie cu Marion un contract de 100.000 mărci, pentru toate informațiile înregistrate pe bandă. Cu această ocazie Marion dezvăluie jurnalistului povestea vieții sale.
Ea provine dintr-o familie nobiliară care trăiește în desfrâu. Marion este sedusă la vârsta de 17 ani. Ajunge ca adjunctă a doctorului Kämpfe, cu care o relație amoroasă. Dr. Kämpfe, un înalt funcționar  de la Bonn, care în public se prezintă ca moralist, duce de fapt o viață dublă fiind și proprietarul  unui bordel. Printre clienții care vin la bordelul lui Marion, se află și industriașul Eduard Meyer-Cleve. Industriașul îi propune lui Marion să-i seducă fiul, care se va îndrăgosti de prostituată. Filmul este o critică a moravurilor ușoare din Europa de Vest.

## Distribuție
- Nadja Tiller – Marion Hafner
- Mario Adorf – Axel Rottmann, Reporter
- Charles Regnier – Dr. Alois Kämpfer
- Fritz Tillmann – Eduard Meyer-Cleve
- Erika von Thellmann – Baronesa Sassel
- Tilo von Berlepsch – Dr. Merkel
- Peter Parten – Hans Meyer-Cleve
- Rudolf Forster – General în rezervă
- Lore Bill – Muschi, fiica lui Meyer-Cleves
- Kurt Zips – Richard Wagner, Ofițer de poliție